# Alexina Graham
Alexina Lorna Graham (Nottingham, 3 marzo 1990) è una supermodella inglese.

## Biografia
Graham è nata a Worksop, nel Nottinghamshire. Ha studiato danza classica per 12 anni ed è stata vittima di bullismo a scuola da bambina per i suoi capelli rossi.

## Carriera
Ha iniziato la sua carriera di modella nel 2008, quando è stata una delle vincitrici della competizione di bellezza Supermodel of the World, dove ha vinto un contratto di con Maybelline. Nella sua carriera è apparsa sulle copertine di ID, Glamour US, Teen Vogue, L'Officiel Singapore, Harper's Bazaar Serbia, Marie Claire Russia, In Style,  Vogue Italia e Vogue Arabia. Mentre ha sfilato Balmain, Emporio Armani, Brandon Maxwell, Etam, e Jean-Paul Gaultier.
La svolta arriva nel 2016, diventando testimonia di L'Oreal. Nel 2017 partecipa al Victoria's Secret Fashion Show. Nel Marzo 2019 viene ufficialmente riconosciuta come primo Angelo dai capelli rossi della famiglia di Victoria’s Secret.

## Agenzie
- Women Management - New York, Milano
- Elite - Parigi, Amsterdam, Copenaghen
- Models 1 - Londra
- MIKAs - Stoccolma

## Campagne pubblicitarie
- Aquascutum A/I (2018)
- Balmain A/I (2018)
- Biotherm (2020)
- Brunello Cucinelli A/I (2018)
- Chantal Thomass A/I(2012)
- Dsquared2 (2019)
- Henry Cotton A/I (2011)
- I am P/E (2012)
- Jean-Paul Gaultier P/E (2016)
- Kenneth Cole P/E (2023)
- Lejaby P/E (2013) A/I (2013)
- L'Oreal (2017-presente)
- Manor (2011)
- Russell & Bromley A/I (2020)
- Victoria's Secret (2018-2020)
- Xina Fall 2021 Launch (2021)